# Râul Laz, Ștefănița
Râul Laz este un curs de apă, afluent al râului Ștefănița. 